# Lindmania candelabriforma
Lindmania candelabriforma là một loài thực vật có hoa trong họ Bromeliaceae. Loài này được B.Holst mô tả khoa học đầu tiên năm 1996.